# Van Pottelsberghe de la Potterie
Van Pottelsberghe de la Potterie is een familie van Zuid-Nederlandse adel.

## Geschiedenis

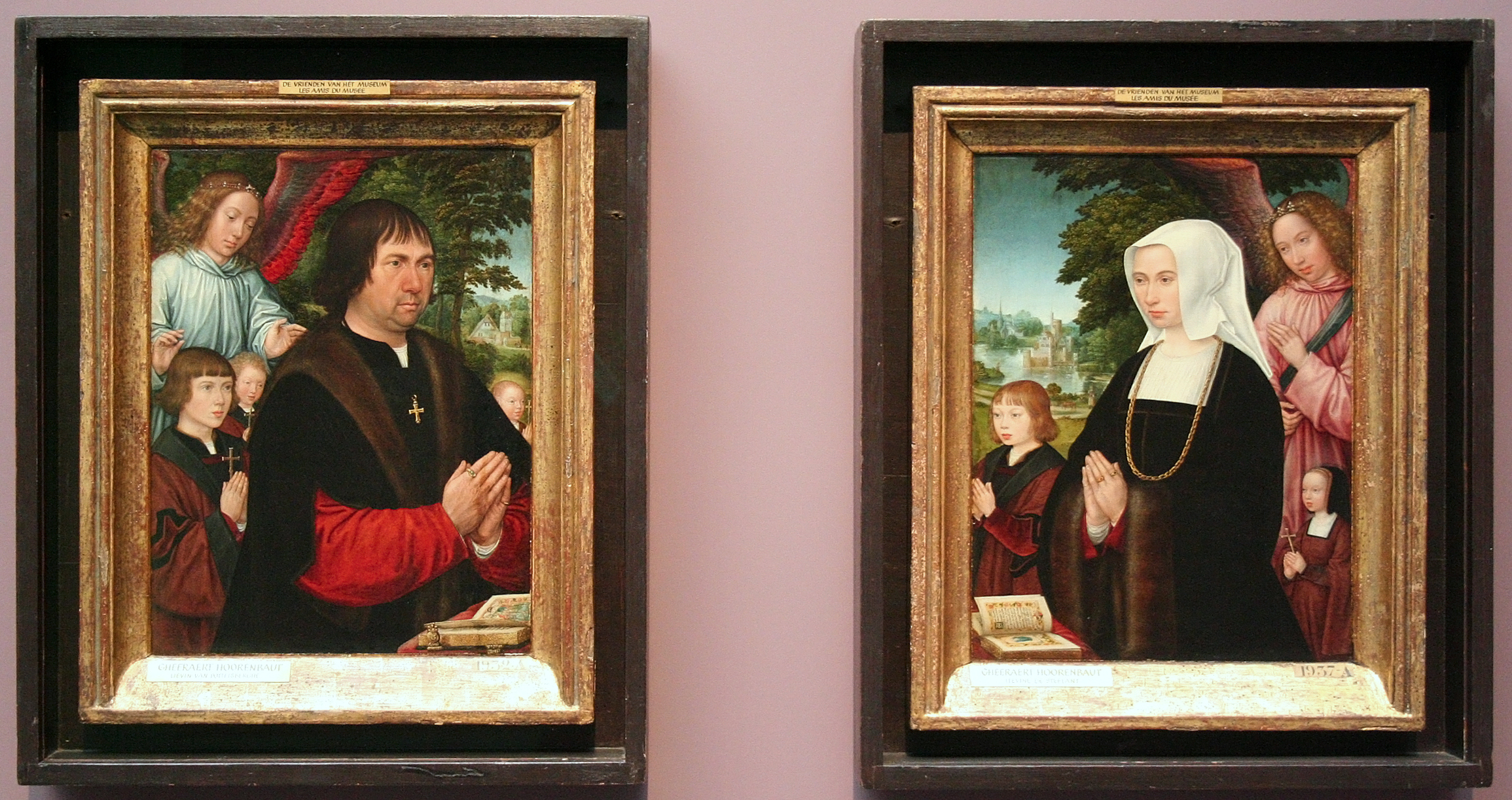
Lieven van Pottelsberghe, een van de illustere leden van het geslacht van Pottelsberghe, en zijn vrouw

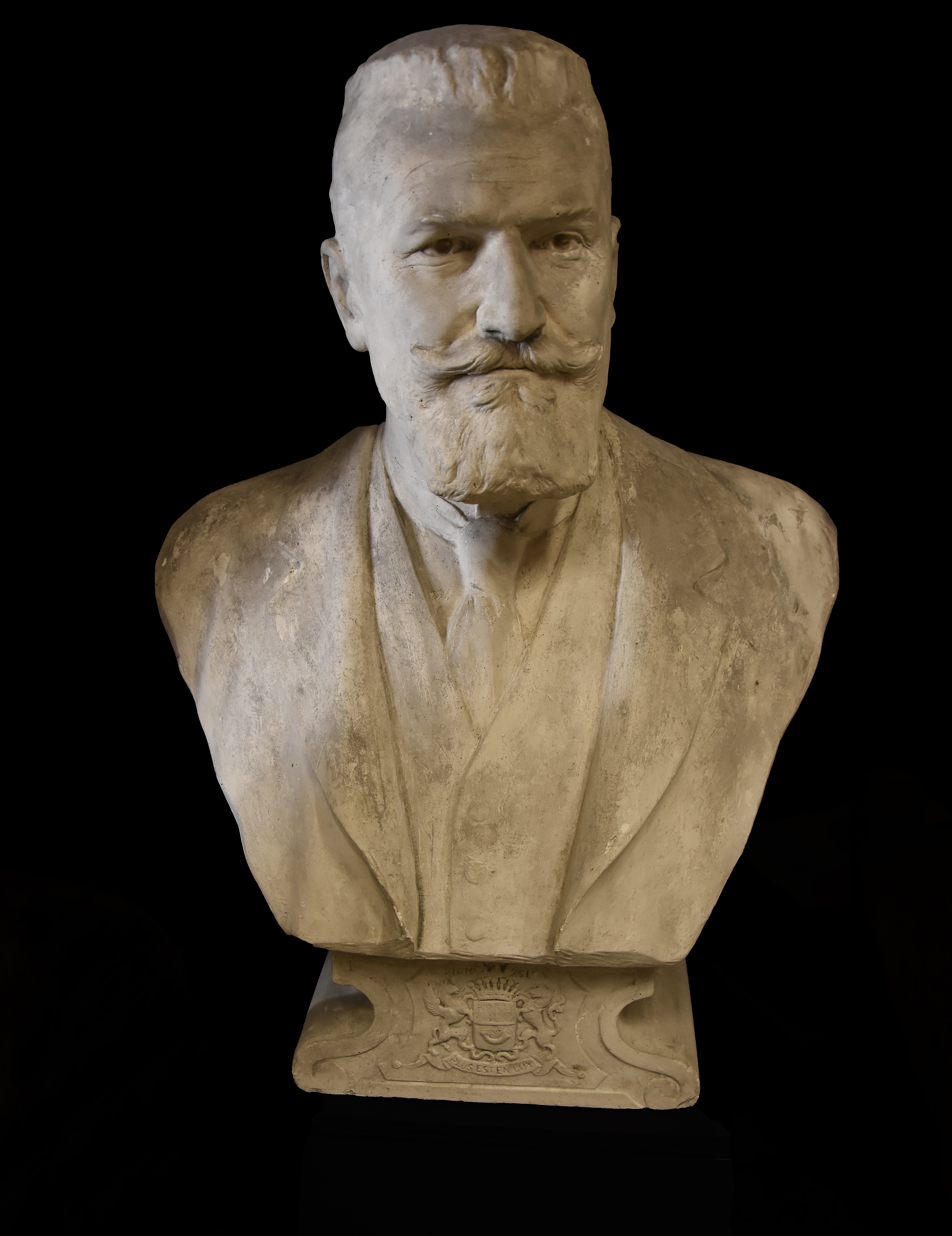
Leon van Pottelsberghe de la Potterie door Jules Vits in het Gemeentelijk Museum Melle

- In 1363 werd Josse van Pottelsberghe, heer van Puvelde, vermeld onder de Edelen van de kasselrij Waas.
- In 1429 werd Willem van Pottelsberghe vermeld onder de schildknapen van het Land van Waas.
- In 1437 werd Nicolaas van Pottelsberghe vermeld onder de edelen van de Vier Ambachten. Hij was een zoon van Jacob, was erfachtig burgemeester van Verrebroek, erfachtig schout van Melsele en overleed in 1475. Hij was getrouwd met Ermengarde van Royen en vervolgens met Isabelle de Visch. Ze werden alle drie begraven in de kapel van Verrebroek.
- In 1437 werden onder de edelen van de kasselrij van het Land van Waas vermeld:
  - Egidius van Pottelsberghe (zoon van Joos, zoon van Zeger).
  - Willem van Pottelsberghe (zoon van Egidius).
  - Jacques van Pottelsberghe (zoon van Jacob, zoon van Diederik, zoon van Jan, zoon van Zeger).
- In 1485-1486 was Jan van Pottelsberghe onderbaljuw van Gent. Dit kan Jan van Pottelsberghe, zoon van Elooi, geweest zijn, die in 1503 zevende schepen van de Keure in Gent was. Het kan ook Jan van Pottelsberghe geweest zijn, zoon van Joos, die schatbewaarder was van Margaretha van York.
- In 1524 werd Antoon van Pottelsberghe, zoon van de heer van Vinderhoute, begraven in de Sint-Michielskerk in Gent.
- In 1528 werd ridder Lieven van Pottelsberghe vermeld als heer van Vinderhoute, Meerendree enz.
- In 1531 werd ridder Lieven van Pottelsberghe, zoon van Lieven, begraven in de Sint-Michielskerk in Gent. Hij was heer van Vinderhoute, Merendree, Wissekerke, Broecke enz. Hij was rekwestmeester, raadsheer en ontvanger-generaal van de domeinen in Vlaanderen bij keizer Karel. Zijn echtgenote, Livina van Steelandt overleed in 1562 en werd naast hem begraven.
- In 1544 werd ridder Frans van Pottelsberghe, zoon van Lieven van Pottelsberghe in de Sint-Michielskerk begraven. Hij was heer van Vinderhoute, Meerendree, Wissekerke, Broucke, hoogbaljuw van stad en land van Dendermonde. Hij was getrouwd met Jacqueline de Bonnière.
- In 1686 werd de titel baron, overdraagbaar bij eerstgeboorte, toegekend door koning Karel II van Spanje aan Antoine van Pottelsberghe.

## Frédéric Joseph van Pottelberghe
- Frédéric van Pottelsberghe (Gent, 26 april 1772 - 15 januari 1842) was een zoon van Jan-Baptist van Pottelsberghe, heer van de Potterie en van Herlegem, en van Marie-Cornelie Balde. Hij trouwde in 1794 met Thérèse de Lichtervelde (1775-1848). Ze hadden zeven kinderen. Zijn vader (als hij nog leefde) en hijzelf verwaarloosden de heropname in de adel die mogelijk werd vanaf 1816. Het is pas in april 1830, nog ten tijde van het Verenigd Koninkrijk der Nederlanden, dat hij erkenning in de erfelijke adel aanvroeg en verkreeg.
  - Jean-Baptiste van Pottelsberghe (1795-1852) cavalerieofficier in Nederlandse dienst, was burgemeester van Destelbergen en provincieraadslid van Oost-Vlaanderen. Hij trouwde met Amélie Soenens (1802-1839) en in tweede huwelijk met Julie de Kerchove (1806-1881).
    - Joseph van Pottelsberghe (1839-1917) kreeg, zoals andere familieleden, in 1885 vergunning om 'de la Potterie' aan zijn familienaam toe te voegen. Hij trouwde met Marie-Eleonore Bauwens (1844-1920) en ze kregen zeven kinderen, van wie alleen Charles trouwde.
      - Charles van Pottelsberghe de la Potterie (1866-1957) werd in 1921 verheven tot baron, titel overdraagbaar bij eerstgeboorte. Hij trouwde met Jeanne Verplancke de Diepenheede (1874-1928) en hun tak is uitgedoofd, op en paar vrouwelijke leden na.

    - Albert van Pottelsberghe (sinds 1886 'de la Potterie') (1842-1888) trouwde met Pauline Kervyn (1844-1872). Ze kregen vier kinderen.
      - Leon van Pottelsberghe de la Potterie (1867-1946) was burgemeester van Melle. In 1893 verkreeg hij de baronstitel, overdraagbaar bij eerstgeboorte. Hij trouwde met Raphaëlle Dons de Lovendeghem (1867-1946). Hun enige zoon stierf jong en ongehuwd.

    - Louis van Pottelsberghe (sinds 1886 'de la Potterie) (1847-1926) was burgemeester van Desteldonk. Hij trouwde met de Nederlandse jonkvrouw Maria de la Court (1850-1922). Ze hadden drie dochters en een zoon, die ongehuwd bleef.
    - Adolphe van Pottelsberghe (sinds 1886 'de la Potterie') (1849-1933) trouwde met Flavie de Kerchove (1847-1906). Met talrijke afstammelingen.
      - Joseph van Pottelsberghe de la Potterie (1875-1946) trouwde met Marguerite Verplancke de Diepenheede (1873-1950).
        - Willy van Pottelsberghe de la Potterie (1902-1994) trouwde met Jeanne de Ghellinck d'Elseghem (1902-1993).
          - Philippe van Pottelsberghe de la Potterie (1928- 2024), burgemeester van Sint-Joris-ten-Distel (na de fusie van 1976 schepen van Beernem), trouwde met Jacqueline de Lanier (1928-2015), en ze kregen zeven kinderen, met verdere nakomelingen.[1]

## Emmanuel van Pottelsberghe
Chrétien Emmanuel van Pottelsberghe (Gent, 9 oktober 1780 - 15 januari 1858), broer van Jean-Baptiste van Pottelsberghe-Balde, werd in 1816, ten tijde van het Verenigd Koninkrijk der Nederlanden, erkend in de erfelijke adel en benoemd in de Ridderschap van Oost-Vlaanderen. Hij trouwde in 1809 met Julie d'Hane de Steenhuyse (1784-1835). Ze hadden drie kinderen, maar in de volgende generatie was de familie uitgedoofd.